# 斯科奇謝
50°6′30″N 29°20′10″E / 50.10833°N 29.33611°E
斯科奇謝（烏克蘭語：Скочище）是烏克蘭北部的村莊，隸屬日托米爾州的日托米爾區。該村始建於1200年，面積0.24平方公里，海拔高度203米，2001年人口373，人口密度每平方公里1,534.98人。